# Niggliite
La niggliite è un minerale appartenente al gruppo della niccolite, descritto nel 1936 in base ad una scoperta avvenuta a Waterfall Gorge, Insizwa, Municipalità distrettuale di Alfred Nzo, provincia del Capo Orientale in Sudafrica. Il nome del minerale è stato attribuito in onore del cristallografo svizzero Paul Niggli. Le analisi effettuate nel 1936 ipotizzarono che il minerale fosse costituito da platino e tellurio (con formula PtTe3) ma in seguito si determinò che è costituito da platino e stagno.

## Morfologia
La niggliite è stata scoperta sotto forma di piccoli granuli. In seguito è stata trovata come inclusione nella parkerite, nell'insizwaite e nella pentlandite.

## Origine e giacitura
La niggliite è stata trovata nel concentrato ottenuto dai residui minerari ossidati associata con bornite, calcopirite, cubanite, insizwaite, parkerite, pentlandite e pyrrhotite.